# Ed Parish Sanders
Ed Parish Sanders (Grand Prairie, 18 aprile 1937 – 21 novembre 2022) è stato un teologo statunitense, scrittore religioso e accademico, uno dei maggiori proponenti della "nuova prospettiva su Paolo di Tarso". Professore di Religione presso la Duke University dal 1990, andò in pensione nel 2005.

## Biografia
Nato e cresciuto in Grand Prairie (Texas), Sanders fu un Fellow of the British Academy.
Frequentò il Collegio Wesleysiano di Fort Worth (1955-1959) e la Perkins School of Theology presso la Southern Methodist University di Dallas (1959-1962). Trascorse un anno di studio (1962-1963) a Gottinga, alla Università di Oxford e a Gerusalemme. Dal settembre 1963 al maggio 1966, Sanders ha studiato presso lo Union Theological Seminary di New York per il suo dottorato di ricerca in teologia, presentando una tesi dal titolo The Tendencies of the Synoptic Tradition (Le tendenze della tradizione sinottica) (pubblicato nel 1969), che utilizzava la Critica delle forme nell'esaminare i possibili cambiamenti della tradizione dei Vangeli nel corso della loro storia. Il relatore della tesi fu William D. Davies.
Nel 1966 ottenne un Dottorato di ricerca in Teologia dallo Union Theological Seminary* di New York. 
Sanders insegnò alla McMaster University (Hamilton, Ontario) dal 1966 al 1984. Nel 1968 vinse una fellowship del Consiglio Canadese e ha passato un anno in Israele per approfondire l'ebraismo rabbinico.
Nel 1984 gli è stata assegnata la prestigiosa Cattedra Dean Ireland's Professor of the Exegesis of Holy Scripture della University of Oxford ed è stato nominato fellow del Queen's College, posti che ha tenuto fino al momento del suo trasferimento alla Duke University nel 1990. Ha inoltre ricevuto incarichi di professore presso il Trinity College (Dublino) e la Università di Cambridge.
Nel 1990 ottenne un Ph.D. in Lettere dalla Università di Oxford e un Dottorato Superiore di Teologia dalla Università di Helsinki.
Fu autore, coautore e curatore di 13 libri e numerosi saggi. Vinse svariati premi e riconoscimenti, tra cui il Grawemeyer Award per il miglior libro di religione pubblicato negli '80, assegnato al suo Jesus and Judaism (Gesù e il giudaismo). In tale libro è citato (a p. XII) "il costante supporto e l'amicizia" di quattro suoi insegnanti: David Daube — "una delle persone più rimarchevoli che io abbia mai conosciuto" — William D. Davies, W.R. Farmer e J. Louis Martyn.
Si considerava un protestante "liberale, moderno, secolarizzato", come ha affermato nel libro Jesus and Judaism; John P. Meier lo ha definito "protestante postliberale". Sanders prese comunque le distanze dalle posizioni di Albert Schweitzer contro il tentativo della teologia liberale di raffigurare un Gesù a sua somiglianza, cercando di tenere le proprie convinzioni religiose al di fuori delle sue ricerche accademiche.

## Pensiero e opere
Ed Parish Sanders è noto per la sua "svolta nello studio del Nuovo Testamento". Il suo campo di studio specialistico  è “Ebraismo e Cristianesimo nel mondo greco-romano”.; la sua prima pubblicazione importante è avvenuta nel 1977, con Paul and Palestinian Judaism, scritta nel 1975 ma uscita due anni dopo a causa di difficoltà nel trovare un editore.
Sanders asserisce che l'interpretazione tradizionale cristiana che Paolo condanni il legalismo rabbinico è stata un'incomprensione sia dell'Ebraismo che del pensiero di Paolo stesso, specialmente perché ha assunto un livello di individualismo in queste dottrine che in realtà non era presente, ignorando nozioni di vantaggio di gruppo o privilegio collettivo. Al contrario, Sanders sostiene che la differenza chiave tra ebraismo pre-cristiano e insegnamento paolino si deve cercare nei concetti di come la persona diventa parte del Popolo di Dio. Sanders ha denominato la credenza ebraica "covenantal nomism (nomismo dell'alleanza)": uno è membro del popolo in virtù dell'Alleanza di Dio con Abramo, e ci rimane attenendosi alla Legge.
Sanders afferma che la credenza di Paolo sia stata un'escatologia partecipativa: l'unico modo per diventare parte del Popolo di Dio è attraverso la fede in Cristo ("morire con Cristo") e l'Antica Alleanza non è più sufficiente. Ma una volta dentro, è necessario il comportamento appropriato del cristiano, comportamento basato sulla Sacra Scrittura del popolo ebraico, ma non su tutti i suoi aspetti. Per essere ammessi, entrambi i modelli necessitano della grazia di Dio e del conforme comportamento dell'individuo, sempre sostenuto dalla grazia di Dio. La linea di demarcazione, quindi, è l'insistenza di Paolo sulla fede in Cristo come unico modo di elezione (ammissione). Tuttavia, Sanders ha sottolineato che Paolo "amava anche le buone azioni".
L'opera successiva di Sanders, e di fondamentale importanza per il suo pensiero, è stato il volume Jesus and Judaism (Gesù e il Giudaismo), pubblicato nel 1985. In questo libro, egli afferma che Gesù iniziò quale seguace di Giovanni Battista e fu un profeta della restaurazione di Israele. Qui Sanders vede Gesù come creatore di un movimento ebraico escatologico tramite la nomina degli Apostoli e il suo ministero. Dopo la sua esecuzione (scattata, dice Sanders, a causa della cacciata dei venditori dal Tempio, in tal modo inimicandosi le autorità politiche), i suoi seguaci continuarono tale movimento, attendendo il suo ritorno per restaurare Israele. Una delle conseguenze di questo ritorno comprenderebbe l'adorazione del Dio di Israele da parte dei gentili. Sanders non trova punti di contrasto sostanziali tra Gesù ed i Farisei, e considera Gesù come osservante delle leggi ebraiche, con i suoi discepoli che continuano anche loro ad osservarle. Sanders sostiene inoltre che i detti di Gesù non abbiano determinato interamente il comportamento e l'attitudine del primo cristianesimo, come viene dimostrato dalla discussione di Paolo sul divorzio (1 Corinzi 7.10-16), dove questi cita i pronunciamenti di Gesù e poi dà il suo personale giudizio indipendente. In un'intervista, Sanders ha affermato che "Paolo si sentiva lui stesso il modello delle sue chiese".
Il libro Judaism: Practice and Belief (Giudaismo: Pratica e Credenza) è stato pubblicato da Sanders nel  1992 e ha messo alla prova la sua tesi alla luce delle effettive pratiche ebraiche. Sanders ha asserito che ci sia stato un "Giudaismo Comune", cioè, credenze e pratiche comuni a tutti gli ebrei, indipendentemente da quale partito religioso essi appartenessero. Dopo il regno di Salomè Alessandra, i Farisei erano un partito piccolo ma molto rispettato, che aveva una quantità variabile di influenza all'interno del giudaismo. La principale fonte di potere, tuttavia, apparteneva ai governanti e soprattutto al sacerdozio aristocratico (i Sadducei). Sanders sostiene che le prove indichino che i Farisei non dettassero politica a nessuno di questi gruppi o individui.
In generale, Sanders ha sottolineato l'importanza del contesto storico per una vera comprensione delle religione del I secolo. Ha cercato di accostarsi all'ebraismo "secondo i suoi propri termini e non nel contesto dei dibattiti cattolico-protestanti del XVI secolo"  in modo da ridefinire le vedute sull'ebraismo, su Paolo, e sul Cristianesimo nel suo complesso. Come ha infatti asserito, Sanders legge Paolo nel suo contesto, che è "la Palestina del primo secolo e specialmente del primo secolo ebraico". e che, quando le sue parole sono messe in contesto, si vede chiaramente che Paolo sostiene le opere buone insieme alla fede in Cristo. In questo spirito, uno degli articoli di Sanders è intitolato "Jesus in Historical Context (Gesù in contesto storico)".
Sanders afferma inoltre che esiste un forte bisogno di ulteriori studi comparativi, con una più vasta analisi dei testi neotestamentari in confronto con altre fonti storiche disponibili per quel periodo. Parlando ad una conferenza organizzata in suo onore, Sanders ha descritto l'attrattiva di questo tipo di studi comparativi: "Non sono certamente facili, ma procurano un sacco di divertimento".

## Pubblicazioni
Sanders ha scritto o curato numerosi volumi e articoli, tra cui:
(in (EN) , eccetto dove indicato diversamente)
- The Tendencies of the Synoptic Tradition, 1969 Cambridge University Press ISBN 0-521-07318-9
- Paul and Palestinian Judaism, 1977 SCM Press ISBN 0-8006-1899-8
- Paul, the Law, and the Jewish People, 1983 Augsburg Fortress Publishers ISBN 0-8006-1878-5. Русский перевод: "Павел, Закон и еврейский народ", в кн.: "Христос или Закон? Апостол Павел глазами новозаветной науки". М., РОССПЭН, 2006. (RU)
- Jesus and Judaism, 1985 SCM Press ISBN 0-334-02091-3
- With Margaret Davies, Studying the Synoptic Gospels, 1989 SCM Press ISBN 0-334-02342-4
- Jewish Law from Jesus to the Mishnah, 1990 SCM Press ISBN 0-334-02102-2
- Paul 1991 Oxford Paperbacks ISBN 0-19-287679-1
- Judaism: Practice and Belief, 1992 SCM Press ISBN 0-334-02470-6
- The Historical Figure of Jesus, 1993 Penguin Books ISBN 0-14-014499-4
- Paul: A Very Short Introduction, 2001 Oxford Paperbacks ISBN 0-19-285451-8
- "Jesus' Galilee, Fair Play: Diversity and Conflicts in Early Christianity", su Essays in Honor of Heikki Räisänen, curato da Ismo Dunderberg, Kari Syreeni, Christopher Tuckett (Leiden: Brill 2001), pp. 3–41.
- "Jesus' Relation to Sepphoris" (Zippori della Galilea), su Crosscurrents of Culture, cur. Rebecca Martin Nagy, Eric M. Meyers, Carol L. Meyers, e Zeev Weiss (Raleigh: North Carolina Museum of Art, 1996), pp. 75–79.